# I-klass (jagare)
I-klassen var en klass av nio jagare, inklusive en flottiljledare, som byggdes för Royal Navy under 1930-talet. Fyra liknande fartyg beställdes av den turkiska flottan, varav två dock senare köptes av Royal Navy, vilket innebar att antalet av dessa fartyg i brittisk tjänst uppgick till 11 - även om tre av de ursprungliga fartygen hade gått förlorade när Inconstant och Ithuriel togs i tjänst. I-klassen tjänstgjorde under andra världskriget och sex av dem gick förlorade och ett sjunde fartyg avskrevs.

## Design
I-klassen liknade av den föregående H-klassen, förutom att de hade tio torpedtuber (två grupper om fem) i stället för åtta. De införlivade den nya brygg- och styrhyttslayouten som testades i Hero och Hereward (förutom på flottiljledaren Inglefield). Inglefield hade också en större trebent förmast, medan hennes systrar hade stolpmaster. Den extra vikten av torpedtuberna och monteringen av minröjningsutrustning samt sjunkbombsutrustning (tidigare fartyg hade antingen det ena eller det andra) på samma skrov som H-klassen orsakade en försämring av stabiliteten, vilket gjorde att det krävdes ballast när bränslenivån var för låg.
Jagarna i klassen kunde utföra minröjning, ubåtsjakt med ASDIC och sjunkbomber, samt kunde fungera som minfartyg.

### Turkiska skepp i klassen
De turkiska fartygen i I-klassen hade en liknande design som sina brittiska motsvarigheter, men hade bara åtta torpedtuber (två grupper om fyra) som de brittiska fartygen i H-klassen.

### Krigstida modifieringar
Modifieringar i början av kriget innebar att man ersatte de bakre torpedtuberna med en QF 7,6 cm luftvärnskanon, tog bort den bakre skorstenen och huvudmasten för att förbättra siktmöjligheterna och lade till ett par QF 20 mm Oerlikon automatkanoner på bryggvingarna. En Typ 286 ytmålsradar lades till i takt med att den blev tillgänglig och de ineffektiva 13 mm Vickers-kulsprutorna byttes ut mot Oerlikon automatkanoner; och en av torpedtuberna togs bort på vardera sida för att minska toppvikten. Icarus förlorade "Y"-kanonen för att stuva extra sjunkbomber (för en total last på 110 stycken) och deras granatkastare. De överlevande fartygen fick ett tredje par Oerlikon automatkanoner, som lades till bredvid sökarljuspositionen, och 7,6 cm kanonen togs bort för att öka antalet sjunkbomber. På vissa fartyg ersattes 'A'-kanonen med en framåtriktad Hedgehog-granatkastare, men denna ändring verkar ha återkallats i ett senare skede. Ilex, Intrepid, Impulsive och Isis fick 'B'-kanonen borttagen och två dubbelmonterade QF 57 mm L/47 kanoner lades till i ett Mark I* torn för att bekämpa E-båtar. Ytterligare en Hedgehog-granatkastare lades också till.
De före detta turkiska fartygen modifierades på samma sätt som sina systrar i I-klassen.

## Skepp i klassen
| Namn       | Varv                                    | Kölsträckt       | Sjösatt          | Färdigställd    | Öde                                                                     |
| ---------- | --------------------------------------- | ---------------- | ---------------- | --------------- | ----------------------------------------------------------------------- |
| Icarus     | John Brown & Company, Clydebank         | 9 mars 1936      | 26 november 1936 | 3 maj 1937      | Såld som skrot 29 oktober 1946                                          |
| Ilex       | John Brown & Company, Clydebank         | 9 mars 1936      | 28 januari 1937  | 7 juli 1937     | Såld som skrot 1947                                                     |
| Imogen     | Hawthorn Leslie &amp; Company, Hebburn  | 18 januari 1936  | 30 oktober 1936  | 2 juni 1937     | Sänkt efter en kollision med kryssaren Glasgow 17 juli 1940             |
| Imperial   | Hawthorn Leslie &amp; Company, Hebburn  | 29 januari 1936  | 11 december 1936 | 30 juni 1937    | Svårt skadad i ett flyganfall 29 maj 1941, senare torpederad av Hotspur |
| Impulsive  | J. Samuel White, Cowes                  | 9 mars 1936      | 1 mars 1937      | 29 januari 1938 | Såld som skrot 22 januari 1946                                          |
| Inglefield | Cammell Laird &amp; Company, Birkenhead | 29 april 1936    | 15 oktober 1936  | 25 juni 1937    | Sänkt av en tysk fjärrstyrd bomb 25 februari 1944                       |
| Intrepid   | J. Samuel White, Cowes                  | 6 januari 1936   | 17 december 1936 | 29 juli 1937    | Sänkt av tyska bombflygplan 26 september 1943                           |
| Isis       | Yarrow &amp; Company, Scotstoun         | 5 februari 1936  | 12 december 1936 | 2 juni 1937     | Sänkt av en mina utanför Normandie 20 juli 1944                         |
| Ivanhoe    | Yarrow &amp; Company, Scotstoun         | 12 februari 1936 | 11 februari 1937 | 24 augusti 1937 | Sänkt av en mina utanför Texel 1 september 1940                         |

### Turkiska fartyg
Fyra fartyg beställdes till den turkiska flottan 1938. När kriget bröt ut köptes två av britterna, men två levererades till Turkiet 1942 som Sultanhisar och Demirhisar.
| Namn                     | Varv                     | Kölsträckt    | Sjösatt          | Färdigställd    | Öde                                                                            |
| ------------------------ | ------------------------ | ------------- | ---------------- | --------------- | ------------------------------------------------------------------------------ |
| Inconstant (ex-Muavenet) | Vickers, Barrow          | 24 May 1939   | 24 februari 1941 | 24 januari 1942 | Köpt 14 november 1941, återgiven till Turkiet 9 mars 1946, såld som skrot 1960 |
| Ithuriel (ex-Gayret)     | Vickers, Barrow          | 24 May 1939   | 15 december 1940 | 3 mars 1942     | Förstörd i ett flyganfall 28 november 1942, såld som skrot 25 augusti 1945     |
| Sultanhisar              | William Denny, Dumbarton | 21 March 1939 | 17 december 1940 | 28 juni 1941    | Levererad till Turkiet 1942, tagen ur tjänst 1960                              |
| Demirhisar               | William Denny, Dumbarton | 1939          | 1941             | 1942            | Levererad till Turkiet 1942, tagen ur tjänst 1960                              |

## Källförteckning
- English, John (1993). Amazon to Ivanhoe: British Standard Destroyers of the 1930s. Kendal: World Ship Society. ISBN 0-905617-64-9
- Friedman, Norman. British Destroyers & Frigates: The Second World War and After. Annapolis, Maryland: Naval Institute Press. ISBN 1-86176-137-6
- Hodges, Peter (1979). Destroyer Weapons of World War 2. Greenwich: Conway Maritime Press. ISBN 978-0-85177-137-3
- Lenton, H. T. (1998). British & Empire Warships of the Second World War. Annapolis, Maryland: Naval Institute Press. ISBN 1-55750-048-7
- Lyon, Hugh (1995). Conway's All the World's Fighting Ships 1947-1995. Annapolis, Maryland: Naval Institute Press. ISBN 1-55750-132-7
- March, Edgar J. (1966). British Destroyers: A History of Development, 1892-1953; Drawn by Admiralty Permission From Official Records & Returns, Ships' Covers & Building Plans. London: Seeley Service
- Rohwer, Jürgen (2005). Chronology of the War at Sea 1939–1945: The Naval History of World War Two. Annapolis, Maryland: Naval Institute Press. ISBN 1-59114-119-2
- Smith, Peter C. (2005). Into the Minefields: British Destroyer Minelaying 1918–1980. Barnsley, UK: Pen & Sword Books. ISBN 1-84415-271-5
- Whitley, M. J. (1988). Destroyers of World War Two: An International Encyclopedia. Annapolis, Maryland: Naval Institute Press. ISBN 0-87021-326-1